# Hyde Lea
Hyde Lea is een civil parish in het bestuurlijke gebied Stafford, in het Engelse graafschap Staffordshire. In 2001 telde het civil parish 401 inwoners.